# NGC 7254
NGC 7254 (również NGC 7256 lub PGC 68686) – galaktyka spiralna z poprzeczką (SBb), znajdująca się w gwiazdozbiorze Wodnika.
Odkrył ją Albert Marth 27 września 1864 roku. W 1886 roku obserwował ją też Frank Muller. Ponieważ pozycje podane przez obu astronomów różniły się, John Dreyer, zestawiając swój katalog, uznał, że są to dwa różne obiekty i skatalogował obserwację Martha jako NGC 7256, a Mullera jako NGC 7254. Jak się później okazało, obie pozycje były niedokładne – Marth popełnił błąd w deklinacji, a Muller w rektascensji.